# Veliki ikoziikozidodekaeder
| Veliki ikoziikozidodekaeder                        | Veliki ikoziikozidodekaeder                           |
| -------------------------------------------------- | ----------------------------------------------------- |
|                                                    |                                                       |
| Vrsta                                              | uniformni zvezdni polieder                            |
| Elementi                                           | F = 52, E = 120, V =60 ({\displaystyle \chi \,} = -8) |
| Stranske ploskve po stranicah                      | 20{3}+12{5}+20{6}                                     |
| Wythoffov simbol                                   | 3/2 5\|3 3 5/4 \| 3                                   |
| Simetrijska grupa                                  | Ih, [5,3]+, *532                                      |
| Bowerjeva okrajšava                                | Giid                                                  |
| Sklici                                             | U48, C62, W88                                         |
| veliki izakronski heksekontaeder (dualni polieder) | 5.6.3/2.6 slika oglišč                                |

Veliki ikoziikozidodekaeder je v geometriji uniformni zvezdni polieder z indeksom U48. Njegova slika oglišč je križni štirikotnik.

## Sorodni poliedri
Ima enako razvrstitev oglišč kot prisekan dodekaeder. Razen tega ima enako razvrstitev robov kot veliki ditrigonalni dodecidodekaeder, ki ima skupne trikotne in petkotne stranske ploskve, ter veliki dodeciikozaeder, ki pa ima skupne šestkotne stranske ploskve.
| prisekan dodekaeder | veliki ikoziikozidodekaeder | veliki ditrigonalni dodeciikozidodekaeder | veliki dodeciikozaeder |